# O'Abandonado
Le O'Abandonado est une ancienne gabare (Galeao de sal) portugaise servant désormais de voilier de plaisance.

Son port d'attache actuel est Noirmoutier-en-l'Île en Vendée.

## Histoire
Ce caboteur ou gabare de mer a été construite au chantier naval Francesco d'Ajuda, à Setúbal, au Portugal. Le bateau est lancé en 1916 pour les pêcheries Mesquita de Setúbal sous le n° SG 487. Il change de propriétaire en 1920, tout en restant destiné à la pêche côtière.

En 1926 Antonio Tavares, son nouveau propriétaire, s'en sert au transport fluvial et côtier, du bois, du liège et du sel. Son nouveau matricule est 90 TL. Il peut embarquer jusqu'à 40 tonnes de sel.

Dès 1935, le bateau fait du transport de marchandises et de sel le long de la côte portugaise jusqu'au sud de l'Espagne avec un équipage de 3 hommes. En 1966 il est encore en service au port de Setúbal.

En 1968, il participe une dernière fois à la régate des Galéaos lors de la fête de la mer de Setúbal. L'hiver de cette même année il est coulé volontairement dans un bras de la rivière du Rio Sado pour ne plus être sujet aux taxes annuelles car la modernisation du transport de sel se fait désormais par la route.

En 1982, Luc Archambeault, son futur propriétaire, découvre l'épave et décide son renflouement. La coque est remorquée aux chantiers Manel Viana à Setúbal. Durant deux ans, sa reconstruction est entreprise avec deux charpentiers de marine. Le bois employé est le pin d'Alcácer do Sal (pin maritime et pin parasol).

En 1985, la nouvelle coque est mise à l'eau. Puis, durant une année supplémentaire, les travaux de gréements et d'amménagement de cabines sont entrepris.

En mars 1986, O'Abandanado entreprend son premier voyage pour rejoindre Noirmoutier. Lors du rassemblement des vieux gréements à Douarnenez, cette même année, il se voit récompensé du prix de la meilleure voilure décerné par le magazine le Chasse-Marée. Il retraverse le golfe de Gascogne pour rejoindre le Portugal. Jusqu'en 1990, il propose des croisières sur la côte portugaise, vers l'Espagne et le Maroc.

Ayant rejoint la France et basé au port de L'Herbaudière à Noirmoutier depuis l'été 1991, ses propriétaires Isabel et Luc Archambeault propose des sorties en Baie de Bourgneuf, à l'Île du Pilier, des classes de mer, des sorties promenade ou pêche...
Il a participé aux différentes éditions des Fêtes maritimes de Douarnenez et à Brest 2008.

## Caractéristique
Ce cotre à un mât possède 4 voiles : une grand-voile à corne, un fléche, un foc et une trinquette. 
Sa cale avant contient désormais 4 couchettes.